# Barei
Барбара Рейсабаль Гонсалес-Аллер (исп. Bárbara Reyzábal González-Aller; род. 28 марта 1982, Мадрид, Испания), более известна под своим сценическим именем Барей (исп. Barei) — испанская певица и автор песен. В 2016 году в Стокгольме представила Испанию на Евровидении 2016 с песней «Say Yay!».

## Биография
Барей родилась 28 марта 1982 года в Мадриде. С детства будущая певица интересовалась музыкой — она училась в музыкальной школе, играла на гитаре и фортепиано.
После участия на фестивале Festival de Benidorm, Барей едет в Майами, США, записывать свои собственные песни. Её первый студийный альбом «Billete para no volver» вышел в 2011 году.
В 2012 году певица возвращается в Испанию. Она решает в будущем писать свои песни только на английском языке, поскольку, исполняя именно такие песни, она чувствует себя наиболее комфортно. Барей выбирает метод Single a Single (Сингл за синглом) для продолжения своей музыкальной карьеры и каждые три месяца выпускает новую песню.
В 2015 году выпускает свой второй альбом «Throw the Dice».
В 2016 году певица побеждает на национальном отборе Испании на конкурсе песни Евровидение 2016 с песней «Say Yay!».

## Дискография

### Студийные альбомы
- Billete para no volver (2011)
- Throw the Dice (2015)
- You Number One (2018)

### Синглы
- «Foolish Nana» (2013)
- «Throw the Dice» (2015)
- «You Fill Me Up» (2015)
- «Another's Life» (2015)
- «Time to Fight» (2015)
- «Say Yay!» (2016)
- «I Don't Need to Be You» (2017)
- «Wasn't Me» (2017)
- «Forget It» (2017)
- «Worry, Worry» (featuring Porta) (2017)
- «You Number One (2018)